# دامنه در برابر دورافت

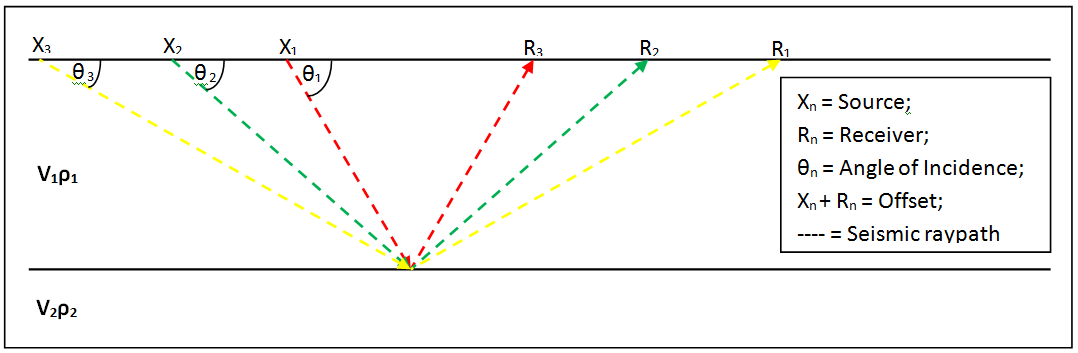
نموداری که نشان می‌دهد که چگونه چیدمان منابع و گیرنده‌ها بر زاویه تابش تأثیر می‌گذارد.

در ژئوفیزیک و لرزه‌شناسی بازتابی، دامنه در برابر دوراُفت (انگلیسی: Amplitude versus offset) که به اختصار AVO نامیده می‌شود یا تغییرات دامنه با دورافت، یک اصطلاح کلی برای اشاره به وابستگی دامنه لرزه‌ای با فصلهٔ سرچشمه زمین‌لرزه از لرزه‌یاب یا مرکز گروهی از لرزه‌یاب‌ها (دوراُفت) است. دامنه در برابر دوراُفت تکنیکی است که دانشمندان ژئوفیزیک با استفاده از آن می‌توانند داده‌های لرزه‌ای را برای اهدافی مانند شناسایی مخازن هیدروکربن در سنگ‌ها و تخلخل، چگالی یا سرعت لرزه‌ای، اطلاعات موج برشی، نشانگرهای سیال (نشانگرهای هیدروکربنی) به‌کار گیرند.
این پدیده بر اساس رابطه میان ضریب بازتاب و ضریب بازتاب است و از اوایل سده بیستم زمانی که کارل زوپریتز معادلات زوپریتز را نوشت، فهمیده شده است. با توجه به منشأ فیزیکی دامنه در برابر دوراُفت (AVO) می‌تواند به عنوان دامنه در برابر زاویه (AVA) نیز شناخته شود؛ اما دامنه در برابر دوراُفت اصطلاحی است که بیشتر مورد استفاده قرار می‌گیرد زیرا دوراُفت چیزی است که یک ژئوفیزیک‌دان می‌تواند برای تغییر زاویه تابش تغییر دهد.